# 2C-C

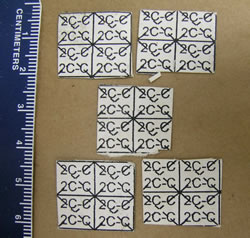
Buvards contenant du 2C-C

Le 2C-C est un hallucinogène psychédélique, synthétisé pour la première fois par Alexander Shulgin.
Le nom complet du produit est 4-chloro-2,5-diméthoxyphényléthylamine.

## Chimie
Sa structure est proche de celle de la mescaline.

## Pharmacologie
Le 2C-C n'étant pas un produit très répandu, peu de recherches ont été effectuées. On ne connaît que peu sa toxicité et sa pharmacologie.
La durée d'action des effets psychoactifs durent entre 4  et   8 heures et sont simultanément sédatifs et hallucinogènes.

## Effets et conséquences

### Effets recherchés
- illusions sensorielles ;
- sensations d'énergie, de bien-être ;
- sensation d'empathie ;
- exacerbation des sens (notamment tactile et sensibilité à la musique) ;
- synesthésie.

Comme tout produit psychédélique, son usage peut générer des bad trips. 

## Mode de consommation
Dans son livre PIHKAL (Phenethylamines I HaveKnown and Loved, Les Phényléthylamines que j'ai connues et aimées), Shulgin donne un dosage entre 20  et   40 mg. 
Le 2C-C est pris par voie orale, mais peut également être vaporisé sous forme d'inhalateur. 

## Législation
Le 2C-C est considéré comme légal dans la plupart des pays, illégal dans les autres où il est assimilé à du 2C-B.